# 和田昭為
和田 昭為（わだ あきため）は、戦国時代から江戸時代初期にかけての武将。佐竹氏の家臣。受領名は対外的には安房守、佐竹家中では掃部助を用いた。

## 生涯
和田氏は、桓武平氏の庶流・三浦氏の末裔。
天文元年（1532年）、常陸国の戦国大名・佐竹氏の家臣である石井為忠の子として誕生。
佐竹義昭・義重・義宣の3代にわたって仕えた。財政・外交面で活躍し、上杉氏・後北条氏・結城氏などとの交渉にあたった。また、軍事面においても合戦において譜代の家臣の指南役を務めるなどの実績がある。
元亀2年（1571年）、佐竹氏に背いて白河結城氏の下に出奔する。車斯忠に讒訴されたためともいわれている。この出奔騒動の際、息子3人と一族二十余人が主君・義重に殺害された。
白河結城氏に属すると里白石城主となったが、天正3年（1575年）に幼年の当主・白河義顕を後見役であった白河義親が追放し、当主となるという政変が起こると、この隙を突いて佐竹氏が白河領内へ侵攻する。この戦いで、密かに佐竹氏に内通していた昭為は、義親と共に白河勢の先陣を務め、わざと突出して佐竹勢へ突撃し、義親軍が孤立すると大将である義親を捕縛。当主が人質となったため合戦は呆気なく終了し、白河結城氏は佐竹氏に従属することとなった。この活躍により佐竹氏への帰参を果たした。
義重の子・佐竹義宣には厚く信任を受けて、天正20年（1592年）から義宣が文禄の役に出征すると、国元の留守居を任された。文禄4年（1595年）に佐竹家中の大幅な知行割替が行われた際、人見藤道・小貫頼久と共に充行状を発給している。
慶長5年（1600年）の関ヶ原の戦い後、佐竹氏の出羽国移封にも従う。慶長8年（1603年）に隠居したが、直後に発生した渋江政光暗殺未遂事件（川井事件）に際し、昭為も関与を疑われた。処罰されることなく終わったが、譜代の臣である昭為と浪人出の出世頭である政光はもともと衝突することが多く、川井らの謀議を知った上で黙認していたと考えられている。
元和4年（1618年）、死去。享年87。